# Keith Park
Keith Park (Thames, 15 giugno 1892 – Auckland, 6 febbraio 1975) è stato un aviatore e generale neozelandese.
Prestò servizio nella Royal Air Force dal 1911 al 1946, combattendo pertanto sia nella prima guerra mondiale che nella seconda guerra mondiale. Durante la Battaglia d'Inghilterra era a capo dell’11º Fighter Group. Nel film I lunghi giorni delle aquile (1969) viene interpretato da Trevor Howard.

## Onorificenze
- Wikimedia Commons contiene immagini o altri file su Keith Park

US_Legion_of_Merit_Commander_ribbon.png  Comendatore della Legion of Merit (Stati Uniti)